# Peter Berggren (simmare)
Lars Peter Berggren, född 28 mars 1962 i Uddevalla, är en svensk simmare. Han tävlade för Skärets SS och tog totalt 29 SM-guld, varav 14 på långbana och 15 på kortbana.
Berggren tävlade i tre grenar för Sverige vid olympiska sommarspelen 1980 i Moskva. Han slutade på sjunde plats i finalen på 200 meter bröstsim. På 100 meter bröstsim slutade Berggren på nionde plats. Han slog svenskt rekord med tiden 1.05,43 och vann försöksheat 1, men lyckades trots det inte ta sig till final. Han var även en del av Sveriges lag som blev diskvalificerade på 4x100 meter medley. 
Vid olympiska sommarspelen 1984 i Los Angeles tävlade Berggren i två grenar. Han slutade på 16:e plats på 100 meter bröstsim och var en del av Sveriges lag som slutade på femte plats på 4x100 meter medley. Övriga i laget var Bengt Baron, Thomas Lejdström och Per Johansson samt Michael Söderlund i försöksheatet.
1980 tilldelades han Stora grabbars märke. Berggren tog sju SM-guld på 100 meter bröstsim (långbana): 1979, 1980, 1982, 1983, 1984, 1985 och 1987. På 100 meter bröstsim (kortbana) tog han åtta SM-guld: 1980, 1982, 1983, 1984, 1985, 1986, 1987 och 1989. På 200 meter bröstsim (långbana) tog Berggren sju SM-guld mellan 1979 och 1985. På 200 meter bröstsim (kortbana) tog han sju SM-guld mellan 1980 och 1986.